# Chironomus viridiventris
Chironomus viridiventris är en tvåvingeart som först beskrevs av Jean-Jacques Kieffer 1911. Chironomus viridiventris ingår i släktet Chironomus och familjen fjädermyggor.
Artens utbredningsområde är Myanmar. Inga underarter finns listade i Catalogue of Life.